# August Twesten

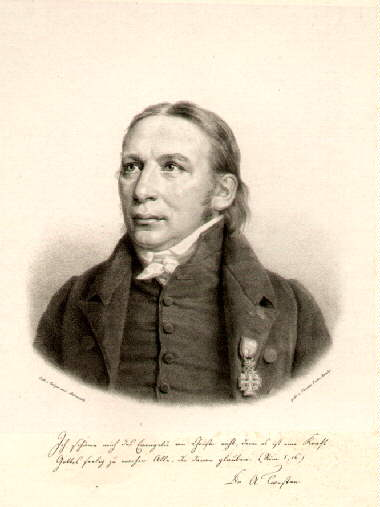
August Twesten; Lithographie von Gröger & Aldenrath, ca. 1832

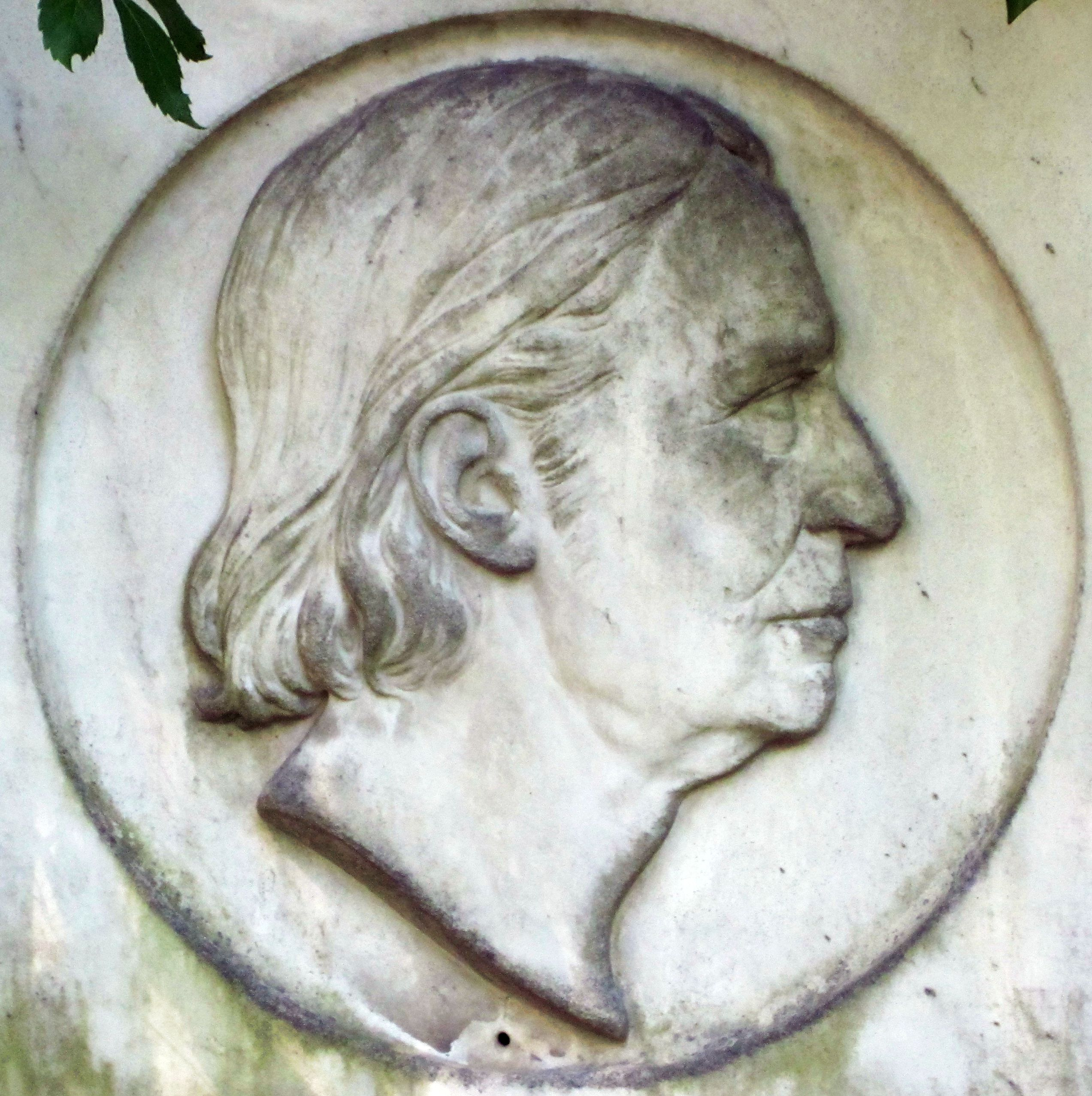
Marmortondo mit Porträtrelief auf Twestens Grab, geschaffen von Otto Geyer

August Detlev Christian Twesten (* 11. April 1789 in Glückstadt; † 8. Januar 1876 in Berlin) war ein deutscher evangelischer Theologe und Professor der Theologie in Kiel und Berlin. Er war Anhänger und Nachfolger Friedrich Schleiermachers und  Vater des Politikers Karl Twesten.

## Leben
Twesten wurde als jüngerer Sohn eines Unteroffiziers und späteren Nachtwächters in Glückstadt geboren. Zunächst besuchte er die Gelehrtenschule seiner Heimatstadt. 1808 begann Twesten das Studium der Philosophie und Philologie an der Kieler Universität, wechselte jedoch schon zwei Jahre später an die neu gegründete Berliner Universität, um dort Theologie zu studieren. Er gehörte dort zu Schleiermachers ersten Schülern und bald auch Freunden. Nach Abschluss des Studiums 1811 zog er nach Hamburg und gab Privat- und Hausunterricht. Vor der Hamburger Franzosenzeit floh er wieder nach Berlin und unterrichtete dort an den Gymnasien, ohne jedoch die akademische Laufbahn aus dem Blick zu verlieren. Seine Dissertation schrieb Twesten über Hesiod und wurde damit im Jahre 1813 promoviert. 1814 erhielt er eine außerordentliche Professur für Theologie und Philosophie in Kiel. Sein Aufgabengebiet umfasste Exegese, Logik und Pädagogik. Gemeinsam mit drei anderen jungen Professoren, Niels Nikolaus Falck, Carl Theodor Welcker und Friedrich Christoph Dahlmann, gründete er die Kieler Blätter.
1816 heiratete Twesten Catharina Amalia Margarethe Behrens, Tochter des Juristen und Landrats Siegfried Behrens in Husum. Aus dieser Ehe stammten fünf Kinder, von denen zwei als Kleinkinder und Agnes als junge Frau starben. Der Politiker Karl Twesten war ihr Sohn, starb aber kinderlos vor den Eltern. Die einzige Enkelin, Ellen Wilkinson, Tochter der jüngsten Tochter Lucie, wurde die erste Ehefrau von Twestens Schüler und Biographen Georg Heinrici.
1818 erhielt er einen Ruf an die Bonner Universität, den er aber ablehnte. 1819 wurde er in Kiel außerordentlicher Professor für Systematische Theologie, hielt aber weiter philosophische Vorlesungen. 1826 erhielt er die Ehrendoktorwürde der Bonner Theologischen Fakultät. Noch im selben Jahr wurde er zum Ritter vom Dannebrog ernannt. 1830 übernahm Twesten das Rektorat in Kiel, bevor er 1834 als Nachfolger von Friedrich Schleiermacher nach Berlin berufen wurde. Hier trat er 1835 der Gesetzlosen Gesellschaft zu Berlin bei. 1841 wurde er Mitglied des Konsistoriums und 1852 Oberkonsistorialrat. Twesten war sechsmal Universitätsrektor: 1830/31, 1850/51 und 1860/61 in Kiel und 1839/40, 1850/51 und 1860/61 in Berlin.
August Twesten starb Anfang 1876 im Alter von 86 Jahren in Berlin. Er wurde in einem Erbbegräbnis auf dem Dreifaltigkeitsfriedhof I vor dem Halleschen Tor beigesetzt. Auch seine Gattin Catharina Amalia Margarethe geb. Behrens (1795–1878) fand zwei Jahre später dort ihre letzte Ruhestätte. Sechs Marmortafeln an der verputzten Grabwand aus Ziegelstein tragen die Namen der hier bestatteten Familienglieder. Die Tafel für August Twesten trägt ein Relieftondo mit dem Porträt des Verstorbenen im Profil, ein Werk des Bildhauers Otto Geyer.

## Theologie und Werke
Den theologischen Rationalismus hatte Twesten schon in seiner Studienzeit in Kiel abgelehnt. Als junger Professor beteiligte er sich an einer liberalen Zeitung und hielt Vorlesungen über Kant. Die Logik diente ihm als Hilfswissenschaft für Theologie und Philosophie, nicht als „Wissenslehre“. Mit Claus Harms verband ihn die Nähe zum orthodoxen Luthertum. Harms war durch Vermittlung von Twestens Schwiegervater, mit dem er verwandt war, nach Kiel gekommen. Es ging die Redensart „Twesten bekehrt seine Zuhörer und Harms tauft sie alsdann.“ Der Erweckungsbewegung stand er aber kritisch gegenüber.
Twesten verfasste relativ wenige theologische Schriften. Als sein wichtigstes Arbeitsfeld sah er die universitäre Lehre. Der Grundriß der analytischen Logik von 1825 (1834 von Schopenhauer erneut herausgegeben) und Vorlesungen über die Dogmatik der evangelisch-lutherischen Kirche sind seiner Vorlesungstätigkeit entwachsen. Der erstmals 1826 erschienene erste Band der Dogmatik, Twestens Hauptwerk, erreichte bis 1838 vier Auflagen. Das Werk blieb unvollendet. Twesten erweist sich darin als Vermittlungstheologe mit deutlicher Hinwendung zum Lutherischen Orthodoxie. Ebenfalls auf einer Vorlesung beruht die 1844 veröffentlichten Monographie über den Gnesiolutheraner Matthias Flacius Illyricus, dessen Werk er würdigte. 1855 gab Twesten das Compendium Locorum Theologicorum von Leonhard Hutter heraus, ein Handbuch der lutherischen Lehre von 1610.
In seinen letzten Lebensjahren veröffentlichte er seine Mitschriften zu den Vorlesungen seines Lehrers Schleiermacher. Dessen Ethik versah er mit einer Einleitenden Vorrede. Seinen Briefwechsel mit Schleiermacher gab Georg Heinrici heraus.

## Schriften (Auswahl)
- Die Logik, insbesondere die Analytik, Schleswig 1825.
- Vorlesungen über die Dogmatik der evangelisch-lutherischen Kirche, Perthes, Hamburg 1826.